# Hurricane (canção de Bridgit Mendler)
"Hurricane" é uma canção da cantora norte-americana Bridgit Mendler, lançado como o segundo single de seu álbum de estreia "Hello My Name Is..." no dia 12 de fevereiro de 2013 na rádio. A canção foi composta por Mendler, Emanuel "Eman" Kiriakou, Evan "Kidd" Bogart e Albert Goldstein. A canção foi lançado como single promocional no iTunes em 22 de outubro de 2012, mas mais tarde foi anunciado para ser o segundo single oficial do álbum.
A canção recebeu críticas positivas de críticos de música, elogiando vocais de Mendler e da influência reggae da música. Os críticos elogiaram muito as habilidades de rap de Mendler, que foram comparados com Cher Lloyd, Lily Allen e Karmin. A canção estreou no número 194 na parada de singles da Coréia do Sul Internacional, tornando-se a segunda música a se destacar no país. Ela também estreou na quarta posição nos charts da Ucrânia sendo seu segundo top 5 no país. E estreou na terceira posição na Billboard Bubbling Under Hot 100.

## Antecedentes, desenvolvimento e lançamento
Em entrevista para o Just Jared, Mendler disse: "Eu espero que os fãs consiguam alguma coisa que não está à espera, a musica tem uma pegada funky, jazz, pop com um pouco de R & B. Cada canção é bastante única e tem seu próprio estilo e inspiração, por isso espero que as pessoas apreciem a diversidade!". Em sua atuação no Lounge, revelou que a música era a sua canção favorita no álbum.
"Hurricane" foi colocado no YouTube em 21 de setembro de 2012. Sua gravadora então colocado uma versão acústica da canção de Mendler no VEVO em 9 de outubro de 2012, para seu documentário especial para o Vevo Lift. Em 22 de outubro de 2012 a canção foi lançada como single promocional no iTunes em 22 de outubro de 2012. O vídeo acústico de "Hurricane" foi lançado para download digital em 18 de dezembro de 2012.
Em 25 de dezembro de 2012, durante uma entrevista em um programa de rádio, Mendler revelou que a música será lançada como o segundo single, mas sem data definida. Em 30 de janeiro a canção foi lançada para as rádios.

## Videoclipe
O vídeo da música "Hurricane" foi filmado no Reino Unido e que estreou no Disney Channel em 12 de abril de 2013. Naomi Scott aparece como a melhor amigo de Mendler no vídeo, elas já trabalharam juntas no filme de 2011 do Disney Channel Lemonade Mouth.

## Performance ao vivo
A canção foi executada em todas as datas de sua turnê, Bridgit Mendler: Live in Concert . Em 20 de outubro Mendler cantou a canção na Rádio Disney e Disney Channel show Total Access. A versão acústica de "Hurricane" foi performada no Off the Charts, Clevver TV. Mendler cantou a música no Live! with Kelly and Michael no dia 11 de março de 2013.

## Lista de faixas
- Download digital no iTunes

| N.º | Título      | Duração |  |
| 1.  | "Hurricane" | 4:03    |  |

- US Mainstream radio

| N.º | Título      | Duração |  |
| 1.  | "Hurricane" | 3:43    |  |

- (Remix) - Single Download digital no iTunes

| N.º | Título                  | Duração |  |
| 1.  | "Hurricane"             | 4:06    |  |
| 2.  | "Hurricane (C&M Remix)" | 4:14    |  |

- Remixes EP

| N.º | Título                              | Duração |  |
| 1.  | "Hurricane (Bit Error vocal remix)" | 4:30    |  |
| 2.  | "Hurricane (Belanger Remix)"        | 4:21    |  |
| 3.  | "Hurricane (Frank Lamboy remix)"    | 5:04    |  |
| 4.  | "Hurricane (Alex Ghenea remix)"     | 4:00    |  |
| 5.  | "Hurricane (C&M Remix)"             | 4:14    |  |

## Desempenho gráfico
Para a semana que terminou em 27 de outubro de 2012, a versão do álbum de "Hurricane" estreou no número 194 na Gaon International Chart, tornando-se a sua segunda canção a desempenha lá. Ela também estreou no numero 4 na Ucrânia, sendo seu segundo top 5.
A partir de 04 de maio de 2013, a canção vendeu 100.977 cópias digitais nos EUA e estreou no número 3 na Billboard Bubbling Under Hot 100. A canção também estreou na posição 83 na Irish Singles Charts sendo sua segunda musica a entrar na parada.

## Desempenho nas paradas
| Tabelas musicais (2012)                  | Melhor posição |
| ---------------------------------------- | -------------- |
| Austrália - ARIA                         | 82             |
| Bélgica - Ultratip Top 40 (Wallonia)     | 64             |
| Canadá Canadian Hot 100                  | 73             |
| Coreia do Sul (Gaon International Chart) | 194            |
| Estados Unidos - Billboard Hot 100       | 101            |
| Estados Unidos - Digital Songs           | 80             |
| Irlanda — Irish Singles Chart            | 77             |
| Lituânia (M-1)                           | 45             |
| Ucrânia (FDR Charts - Pop)               | 4              |
| Reino Unido - UK Singles Charts          | 157            |

### Vendas e certificações
| País                  | Certificação | Vendas    |
| --------------------- | ------------ | --------- |
| Estados Unidos - RIAA | Ouro         | + 500.000 |